# Buchonia
Buchonia – pierwszy minialbum muzyczny czeskiego zespołu Menhir wydany w 1998 roku. Płyta zawiera cztery piosenki.

## Lista utworów
1. „Sonnenwende” – 4:59
2. „Germanenkunst” – 6:16
3. „Buchonia” (instrumentalny) – 3:11
4. „Falkenburgstein” – 6:31

## Twórcy
- Heiko Gerull – gitara, śpiew
- Thomas "Fix" Uβfeller – perkusja, śpiew, syntezator
- Olaf Wald – skrzypce
- Nadja Kinko – śpiew
- Alfred Gerull – narracja
- Florian Schiller – drumla
- Andreas Gräf – produkcja, miks